# 滇南带唇兰
滇南带唇兰（学名：Tainia minor）为兰科带唇兰属下的一个种。其种加词“minor”意为“较小的”。